# Tricolas
Tricolas is een geslacht van vliesvleugeligen uit de familie Pteromalidae. De wetenschappelijke naam van dit geslacht is voor het eerst geldig gepubliceerd in 1967 door Boucek.

## Soorten
Het geslacht Tricolas omvat de volgende soorten:
- Tricolas fuscus Szelényi, 1981
- Tricolas xylocleptis Boucek, 1967